# Guerre delphino-savoyarde
La guerre delphino-savoyarde est une tension qui aboutit régulièrement à des conflits opposant la Savoie, comté relevant du Saint-Empire romain germanique, au Dauphiné, initialement rattaché au Saint-Empire, à l'est du royaume de France, entre les XIIIe au XIVe siècles. Le conflit prend fin lors du traité de Paris, de 1355.
On emploie parfois le pluriel les — guerres delphino-savoyardes — pour désigner un ensemble de tensions et conflits qui maillent une plus large période dans les relations entre les deux entités à l'époque médiévale. Ce conflit a pu entraîner, selon les périodes, les puissances voisines du Genevois et de Faucigny.
Cette période de heurts, parfois violents bien que souvent brefs (chevauchées), entrecoupée de plusieurs trêves, aboutit à la victoire des Savoyards, et contribue à renforcer la Savoie comme puissance régionale alpine, quand dans le même temps le Dauphiné est rattaché au domaine royal français et en devient une province.

## Expressions
Le médiéviste Alain Kersuzan (2005) la décrit comme « Une guerre de marche, tenace, à la fois longue et intermittente, limitée dans ses procédés et ses objectifs, sorte de guerre de Cent ans régionale ». Le médiéviste Bernard Demotz (2000) utilise l'expression de « guerre de « septante ans » » pour la qualifier.
Alfred Dufour, historien suisse du droit, observe que la période allant de 1280 à 1329 est marqué par des « guerres féodales » entre les deux familles comtales. Demotz (1984) parle lui de « véritable guerre de cent ans », qui a débuté vers 1234.

## Historique

### Origines du conflit
Selon le point de vue, la date de début du conflit delphino-savoyard peut être définie au XIIe siècle ou au XIIIe siècle.
Les tensions entre les comtes d'Albon, qui contrpole en partie le Dauphiné, et ceux de Savoie prennent naissance lors du partage par l'archevêque de Vienne, Burchard, vers 1029-1030 du comté de Vienne,. La partie nord revient au comte Humbert, dit de Maurienne-Savoie, formant le Viennois savoyard, et la partie sud à la Maison d'Albon,, prenant le contrôle à la même période sur le comté de Grésivaudan, dit aussi pays de Grenoble.
Les premiers conflits opposant le Dauphiné au Savoie débutent dans un contexte de constitution d'ensembles territoriaux homogènes au cours du XIIe siècle. La guerre, à proprement parler, prend naissance au cours des années 1140 entre Guigues IV d'Albon, dauphin de Viennois, et Amédée III de Maurienne, comte de Savoie. Il s'agit d'un conflit de voisinage et de délimitation des aires d'influences seigneuriales entre les marches du Dauphiné et de la Savoie, soit dans la vallée du Grésivaudan et la région dite des Marches, au sud de la Savoie Propre,. Au cours de cette première guerre, le dauphins de Viennois Guigues IV trouve la mort durant le siège de la citadelle savoyarde de Montmélian (1142), forteresse qui verrouille l'accès à la Savoie,. Les affrontements se font aussi dans le Viennois.
Une dizaine d'années plus tard (1154), Guigues V d'Albon, fils du précédent devenu majeur, décide de venger son père et met à nouveau le siège à Montmélian,. La citadelle demeurant imprenable, le conflit se déplace en Grésivaudan.

### Cœur du conflit
De 1282 à 1355, le conflit prend de l'ampleur sur un territoire désigné sous le nom de « manche des Coligny », possession de la famille de Coligny située au centre de l'actuel département de l'Ain, comprenant une partie de la Bresse et descendant sur la pointe nord de l'actuel département de l' Isère.
La bataille de Varey, en 1325, constitue l'un des points d'orgue de cette lutte.

### Fondation de villes neuves et de bâties
Durant le XIIIe siècle, le conflit stimule la fondation de villes neuves en Dauphiné (Jean II de Viennois reconstruit Beaurepaire en 1309, suivent Voreppe en 1315 ou encore Saint-Étienne-de-Saint-Geoirs en 1316) comme en Savoie (La Côte-Saint-André, fortifiée par Philippe Ier de Savoie en 1263, Roybon en 1264).
Le phénomène de construction des bâties et de maisons fortes est particulièrement stimulé par le conflit,,, que l'on appelle incastellamento. Parmi ces édifices figurent les châteaux de Luisandre, des Allymes ou le vieux château de Vertrieu.

### Vers une paix régionale
En 1314, une paix est signée dans l'église de Villard-Benoît,. Le traité est signé le 10 juin 1314, entre le comte de Savoie Amédée V, et le dauphin de Viennois Jean II, sous les auspices de l'archevêque de Tarentaise, Bertrand Ier de Bertrand, et l'évêque de Grenoble, Guillaume IV de Royn. L'acte stipule que les deux princes échangent des mandements, mais aussi qu'ils ne doivent plus construire de bâties « dans deux zones limitrophes : entre les Molettes et le Bréda au mandement d'Avalon et dans le mandement savoyard de Voiron et de La Buisse, si proche de Grenoble » (Bernard). Cette trêve est « à peu près respectée ».
Au mois de mai 1334, une paix est signée. Le 2 mai, une négociation dite « traité de Chapareillan » entre le dauphin Humbert II, et le comte Aimon de Savoie a lieu près du pont de la rivière appelée Glandon, située entre Chapareillan (Dauphiné) et Montmélian (Savoie), afin de conclure une paix,,. Le traité est signé le 7 mai, à Lyon.
Humbert II de Viennois, sans descendance, signe le 30 mars 1349 le traité de Romans, par lequel il vend le Dauphiné au roi de France.
Le traité de Paris de 1355 met un terme à la guerre, même si des négociations se poursuivent dans les années qui suivent pour préciser les délimitations entre les deux parties. La frontière entre le Dauphiné et le comté de Savoie est fixée sur le Rhône et le Pays de Gex est cédé à la Savoie.

#### Ouvrages généraux
- Réjane Brondy, Bernard Demotz et Jean-Pierre Leguay, La Savoie de l’an mil à la Réforme, XIe siècle-début XVIe siècle, Rennes, Ouest-France, coll. « Histoire de la Savoie », 1984, 455 p. (ISBN 2-85882-536-X). .
- Bernard Demotz, Le comté de Savoie du XIe au XVe siècle : Pouvoir, château et État au Moyen Âge, Genève, Slatkine, 2000, 496 p. (ISBN 2-05101-676-3). .

#### Ouvrages sur le conflit
- Sylvain Macherat, « Éclairages sur la fin de la guerre delphinosavoyarde (1300-1355) à partir de deux sources d’archives : les comptes de châtellenies et les chartes de franchises savoyardes », La Revue Savoisienne, vol. 160,‎ 2020, p. 259-278 (lire en ligne, consulté le 7 janvier 2025). .
- Sylvain Macherat, Christian Guilleré, Roberto Biolzi, Les sources du financement de la guerre en Savoie (1308-1354). Les comptes des guerres avant les trésoriers des guerres, Université de Savoie, coll. « Castellania », 2019, 300 p. (ISBN 978-2-37741-007-1), chap. 2. .

#### Castellologie
- Matthieu de la Corbière, « Les châteaux du Haut-Rhône genevois : étude d'une frontière au cours de la guerre delphino-savoyarde (1234-1355) », Genava, no XLV,‎ 1997, p. 13-24 (lire en ligne). .
- Alain Kersuzan, Défendre la Bresse et le Bugey : les châteaux savoyards dans la guerre contre le Dauphiné, 1282-1355, vol. 14, Presses universitaires de Lyon, coll. « Collection d'histoire et d'archéologie médiévales », 2005, 433 p. (ISBN 978-2-72970-762-0, lire en ligne), p. 97. .
  - auteur d'une thèse de doctorat en Histoire médiévale, intitulée « Le réseau castral savoyard de Bresse et de Bugey pendant la guerre delphino-savoyarde : 1282-1355 » (2002), sous la direction de Christian Guilleré.
- Nathalie Nicolas, La guerre et les fortifications du Haut-Dauphiné, Presses universitaires de Provence, 2005, 377 p. (lire en ligne).
- Nicolas Payraud, « Châteaux, espace et société en Dauphiné et en Savoie du milieu du XIIIe siècle à la fin du XVe siècle », HAL - Archives ouvertes, no tel-00998263,‎ 2009, p. 353 (lire en ligne [PDF])Thèse de doctorat d'Histoire sous la direction de Monsieur Étienne Hubert (EHESS)

### Liens
- « Guerres Dauphiné -Savoie - Guerres féodales entre Dauphiné et Savoie 1282-1355 », sur Musée d'histoire militaire de Lyon et sa région, août 2021.